# راكوفنيك
راكوفنيك (بالتشيكية: Rakovník)‏ هي بلدة في إقليم بوهيميا الوسطى في جمهورية التشيك، وهي مركز مقاطعة راكوفنيك.
يبلغ عدد سكان هذه البلدة 16,024 حسب إحصاء في سنة 2010.

## توأمة
لراكوفنيك اتفاقيات توأمة مع كل من:
- ديتسنباخ
- إيسترا
- فيرت
- كرالوسكي خلمتش
- Kościan [الإنجليزية]‏

## أعلام
- أولدريتش نييدلي
- فرانتيشيك نيكولن

## اقرأ أيضاً
- مقاطعة راكوفنيك